# 竹田敏彦
竹田 敏彦（たけだ としひこ、1891年〈明治24年〉7月15日 - 1961年〈昭和36年〉11月15日）は、日本の劇作家、小説家。本名は敏太郎。

## 生涯
1891年（明治24年）7月15日、香川県仲多度郡多度津町本町の資産家に生れる。香川県丸亀尋常中学校に入る頃までは家庭も安定していたが、4年生の頃、父が事業に失敗し、一家は大阪へ移り住む。
敏彦は働いて家計を助けなければならず、石炭人夫、人力車夫、沖仲仕、風呂屋の釜焚きなど、様々な肉体労働に従事した。この頃、重労働のために失明寸前になるという出来事もあった。そんな生活の中で仕事や将来への不安に襲われ、悩みぬいた挙句上京し、早稲田大学に入学。按摩などに従事して苦学した。同期には三上於菟吉、宇野浩二、原久一郎、日夏耿之介などがいた。
1910年（明治43年）、学費に困って教授の永井柳太郎に相談したところ、実業之日本社社長の増田義一を紹介される。更に『少女の友』編集長の星野水裏を紹介され、同誌に「竹田寥水」の筆名で「青い目の娘」を発表。その後も数回少女小説を書くが、学費が続かず、英文科を中退した。
その後、大阪通信新聞の記者となり、のちに大阪新報、帝国日報を経て大阪時事新報社会部副部長代理に栄転する。しかしストライキの張本人に押し上げられ退社。大阪毎日新聞へ移る。
1924年（大正13年）、新国劇を設立して大阪で来演中だった早大時代の旧友、澤田正二郎に金を無心したところ、「金は出すから俺の上演脚本を書いてみろ」と、参考に上演中だった「大菩薩峠」の脚本を見せられ、「これが俺の当り狂言だ。何うだ、こんなものが書けるか」と言われた。そこで三幕四場の戯曲「定九郎と勘平」を書き上げたところ、澤田は非常に喜び、同年5月に赤坂演技座で講演された。これによって、菊池寛から激賞と激励を受け、その後も引き立てられたことが、作家生活の機縁となった。
「定九郎と勘平」と前後して国民新聞社会部副部長の話が持ち上がり、これが大阪毎日新聞の知るところとなったため、退社せざるを得なくなった。その後、新国劇へ入り、文芸部長となる。1926年（大正15年）、三宅周太郎と『演劇新潮』の編集にも携わった。ただ、「定九郎と勘平」は上演されたものの、その後5年間は一作も上演されず、実話ものを書いて稼いだという。その後、39歳の頃になってようやく脚本が上演されるようになった。
1930年（昭和5年）8月、『婦女界』に戯曲「曲馬団の娘」を掲載。その後も2年ほどは実話ものや短篇を書き続けていたが、それらは悉くヒットし、やがて『キング』に長篇小説「暁は遠けれど」を連載して好評を博す。続いて『主婦の友』にも長篇「子は誰のもの」を連載し、「大当り」となった。それからは雑誌に次々と小説を連載し、長篇作家としての地位を確立。「時代の霧」「夢ならぬ恋」「涙の責任」など、多くの作品が映画化されていった。
1947年（昭和22年）、三原スヱ及び高松少年審判所所長の加藤実行と共に「子供をよくする会」を設立し、少年少女の救済活動を始める。旧丸亀第十二聯隊兵舎を改造して「少女の家」を作り、1949年（昭和24年）には四国少年院丸亀分院として国立に移行。その際には敏彦が東京で、中央諸官庁との交渉を自ら買って出た。
1952年（昭和27年）には現在の「丸亀少女の家」を中津公園に建設し、1000人近い少女を送り出した。「少女の家」での経験は、「何故彼女等はそうなったか」として映画化された小説「少女の家」、「金銀」、「愛慾の海」などに活かされている。
1960年（昭和35年）11月から『婦人倶楽部』に、絶筆となる長篇小説「愁いある灯」（単行本未刊行）の連載を始める。
1961年（昭和36年）9月、虎ノ門病院へ入院し、肝臓癌と診断されるが、本人には知らされなかった。10月14日には退院して、「愁いある灯」を書き出した。娘の喜久子は「体力の衰弱は激しく、ペンをとる手もこきざみにふるえていた。だが、いったん机に向った父のまなざしは、昔と少しも変らぬ魂を打ち込んで、恐ろしいまでの闘志に燃えていた。」と記している。「婦人倶楽部の長篇小説は、自分でも近年にない出来だ。どうしても書き続ける」と言い、翌月から始まる読売新聞の小説のあらすじまでを一心に考えていた。
5日間で「愁いある灯」の原稿を16枚書き、「これまで書けば、あとは読者の皆さんに想像してもらえるだろう」と言ったその夜、容態が急変し起き上がれぬほどの状態となる。再度の入院を聞き入れず、自分の築いた家で家族の者と一緒にいたいと言い張った。看護に当る者にも呼吸困難の中で笑顔を作り、「すまんのう」「ありがとうございます」と繰り返していた。
1961年（昭和36年）11月15日午前6時25分、目黒区柿の木坂の自宅にて、70歳で死去。亡くなる2時間前に急に意識を取り戻し、周囲に居並ぶ人々の顔を一人一人見つめ、「倖せだ。心配するなよ」と明瞭に言って笑顔を見せた。
葬儀は17日正午から、告別式は同日午後1時から青山葬儀所で営まれた。墓所は雑司ヶ谷霊園。
現在、多度津町にある桃陵公園の、瀬戸内海を望む一隅に文学碑がある。
大甥（妹の孫）に将棋棋士の田中寅彦がいる。竹田の小説『子は誰のもの』は、妹の家庭を批判したものであった。

## 著書
- 『新国劇澤田正二郎 舞台の面影』（編）（かがみ社、1929年）
- 『紅痕』（大日本雄弁会講談社、1938年）  - 1939年2月に映画化[10]。
- 『日本の妻』（大日本雄弁会講談社、1939年） - 1939年8月に前後篇で映画化[11][12]。
- 『暁は遠けれど』（八紘社、1939年） - のち博文館文庫。1937年11月に映画化[13]。
- 『時代の霧』（大都書房、1939年）- 1937年11月に「時代の霧　春実の巻」「時代の霧　静子の巻」の前後篇で映画化[14][15]。
- 『都会の北極』（八紘社、1939年）
- 『戦士の道』（八紘社、1939年） - 1937年10月に映画化[16]。
- 『涙の責任』（大日本雄弁会講談社、1939年） - 1940年2月に映画化[17]。
- 『夢ならぬ恋』（大日本雄弁会講談社、1939年） - 1939年に映画化。9月に「夢ならぬ恋　夢の巻」、11月に「夢ならぬ恋　愛の巻」が公開[18][19]。
- 『女性の旗』（八紘社、1939年）
- 『牡丹崩れず』<小説選集>（博文館、1940年）
- 『二人の母（続・牡丹崩れず）』<小説選集>（博文館、1940年）
- 『赤い手の娘達』（春陽堂書店、1940年） - 1941年9月に映画化[20]。
- 『第二の虹』<小説選集>（博文館、1940年） - 1940年5月に映画化[21]。
- 『開墾部隊』（興亜文化協会、1940年）
- 『歌姫懺悔』（春陽堂文庫出版、1940年） - 1938年9月に映画化[22]。
- 『熱情の翼』（大日本雄弁会講談社、1940年） - 1940年2月に映画化[23]。
- 『明治偉人少年時代』（昭和書房、1941年）
- 『若い未亡人』（非凡閣、1941年）
- 『二つの結婚』<新作大衆小説全集>（非凡閣、1941年）
- 『曲馬団の娘（竹田敏彦戯曲集）』（三杏書院、1941年）
- 『散らない桜』（蒼生社、1941年）
- 『拓士の妻』（春陽堂書店、1941年）
- 『生産化粧』（春陽堂書店、1941年）
- 『制服の街』（春陽堂書店、1942年） - 1939年2月に前後篇で映画化[24][25]。
- 『母性動員』（大新社、1942年）
- 『白衣の妹』（金鈴社、1942年）
- 『太陽の子等』<国民文芸叢書>（博文館、1942年）
- 『日本陸軍名将伝』（室戸書房、1943年）
- 『南海夫人』（春陽堂書店、1943年）
- 『愛情の杖』（蒼生社、1943年）
- 『みたての花』（春陽堂、1944年）
- 『母は強し』（鷺ノ宮書房、1947年） - 1939年12月に映画化[26]。
- 『青春同盟』<日本小説文庫>（叢文社、1947年）
- 『子は誰のもの』（尾崎書房、1947年） - 1938年2月と1953年6月の2回に渡り映画化された[27][28]。
- 『劫火の港』（蔵治書房、1947年）
- 『眼で殺された女』（江戸橋書房、1947年）
- 『緑の聖者』（湊書房、1948年）
- 『沈まぬ太陽』（鷺ノ宮書房、1948年）
- 『ある新妻の秘密』（蒼生社、1948年）
- 『愛慾の海』（世界社、1948年） - のち春陽文庫。
- 『ふるさとの鐘』（鷺ノ宮書房、1948年）
- 『麗人荘』（松竹出版部、1948年） - 1949年3月に映画化[29]。
- 『街に散る花』（鷺ノ宮書房、1948年）
- 『物言はぬ花嫁』（梧桐書院、1948年）
- 『青春化粧』（梧桐書院、1948年）
- 『三人姉妹』（鷺ノ宮書房、1948年） - 1938年12月に映画化[30]。
- 『明星を与えん』（尾崎書房、1949年）
- 『金銀』（矢貴書店、1949年）
- 『青空の処女』（湊書房、1949年）
- 『愛情の鬼』<大衆文学選書>（梧桐書院、1949年）
- 『母のみる夢』（不明、1949年）
- 『此の世の君』<大家代表長篇名作選集>（矢貴書店、1950年）
- 『曠野の虹』（光文社、1950年） - のち春陽文庫。
- 『子に詫びる』（向日書館、1951年）
- 『野の百合よりも』（向日書館、1951年）
- 『吾子と唄はん』（向日書館、1951年）
- 『母化粧』<竹田敏彦新作長篇叢書（第4巻）>（向日書館、1951年） - 1951年12月に映画化[31]。
- 『少女の家』（ポプラ社、1952年） - 1956年2月に「何故彼女等はそうなったか」として映画化[32]。
- 『夜あけの霧』（向日書館、1952年）
- 『燃ゆる乳房』（向日書館、1952年） - 1954年6月に「母恋人形」として映画化[33]。
- 『薔薇夫人』（向日書館、1952年）
- 『愛慾の街』（東方社、1952年） - のち春陽文庫。
- 『竹田敏彦長篇小説選集（全4巻）』（向日書館、1952年） - 第1巻「沈まぬ太陽」、第2巻「高貴なる恋」、第3巻「若い未亡人」、第4巻「麗人荘」。
- 『恋の山々』（向日書館、1953年）
- 『恋に道あり』（東方社、1953年）
- 『脂粉の都』（東方社、1953年）
- 『緑ふく風なれば』（向日書館、1953年）
- 『夢ふかき女』（東方社、1953年）
- 『孔雀妻』（文化日本社、1953年）
- 『貞操の窓』（東方社、1954年）
- 『妻は知らず』（東方社、1954年）
- 『母時鳥』（東方社、1954年） - 1954年7月に映画化[34]
- 『傷ついた乙女椿』（東方社、1954年）
- 『継母』（大日本雄弁会講談社、1954年） - 1954年10月に映画化[35]。
- 『貞操の証』（東方社、1955年）
- 『君は今宵も』（東方社、1955年）
- 『第二の判決』（東方社、1955年）
- 『暁に歌わん』（東方社、1955年）
- 『昨日に変る娘』（東方社、1955年）
- 『母孔雀』（東方社、1956年） - 1956年12月に映画化[36]。
- 『東京の夢』（東方社、1956年）
- 『愛の海峡』<ロマン・ブックス>（大日本雄弁会講談社、1956年） - 1956年10月に映画化[37]。
- 『緑衣の夫人』（東方社、1956年）
- 『母の涙は仇なりや』（東方社、1956年）
- 『その夜の君』（東方社、1956年）
- 『薔薇夫人』（東方社、1957年）
- 『母と子の窓』（大日本雄弁会講談社、1957年） - 1957年5月に映画化 [38]。
- 『神が生れる話』（金光教徒社、1957年）
- 『子供は知っている』<ロマン・ブックス>（1958年、講談社）
- 『夜の人魚』<ロマン・ブックス>（1959年、講談社）
- 『私も不良だ』<ロマン・ブックス>（1959年、講談社）
- 『明けゆく島々』<ロマン・ブックス>（1960年、講談社）
- 『地に満つる愛』<ロマン・ブックス>（1960年、講談社）
- 『ふくろうの歌』<ロマン・ブックス>（1961年、講談社）

文学全集への作品採録は以下の通り。
- 『現代大衆文学全集（第10巻）』（1950年、春陽堂） - 「子は誰のもの」「時代の霧」を収録。
- 『新大衆小説全集（第12巻）竹田敏彦』（1950年、矢貴書店） - 「金銀」「夢ならぬ恋」「春立つ朝」を収録。
- 『新編現代日本文学全集（第8巻）竹田敏彦集』（1959年、東方社） - 「涙の責任」を収録。
- 『現代長編小説全集（第51巻）佐々木邦・竹田敏彦集』（1959年、講談社） - 「母と子の窓」を収録。
- 『大衆文学大系（第20巻）長田幹彦、吉屋信子、小島政二郎、竹田敏彦』（1972年、講談社） - 「子は誰のもの」「検事の妹」を収録。